# Naravna celica ubijalka
Naravne celice ubijalke (tudi NK-celice) so tip citotoksičnih limfocitov, ki predstavljajo znaten delež nespecifičnega imunskega sistema. Izvirajo iz kostnega mozga, v krvnem obtoku pa predstavljajo 10–15 % celotnega števila limfocitov. Pomembne so predvsem za uničevanje virusno okuženih in rakastih celic.

## Mehanizem delovanja
Naravne celice ubijalke se aktivirajo preko interferonov ali makrofagnih citokinov. Njihov odziv je nespecifičen, kar pomeni, da delujejo proti različnim tujkom nasplošno: posebno pomembne so za uničevanje virusno okuženih celic v začetnih fazah okužbe ter rakastih in transplantiranih celic.
Na svoji površini nimajo T-celičnih receptorjev (TCR) ali površinskih imunoglobulinskih receptorjev limfocitov B za antigene, pač pa so na površini prisotni t. i. aktivacijski in inhibitorni receptorji. Točen mehanizem prepoznavanja trenutno ni znan, vendar sta po vsej verjetnosti pomembni stanji naravnih celic ubijalk, ki sta določeni preko prepoznave receptorskih beljakovin PHK I  na površini neke celice. Celice namreč predstavljajo virusne in tumorske antigene citotoksičnim limfocitom T preko molekule PHK I, zaradi česar so se v evolucijskem smislu znotrajcelični mikrobi in rakaste celice prilagodili preko kronično zmanjšanega izražanja molekul PHK I. Kot odgovor na takšno prilagoditev so naravne celice ubijalke razvile tip odziva, pri katerem v primeru pomanjkanja receptorjev PHK I uničijo celico, v primeru njihove prisotnosti pa inhibitorni receptorji prepoznajo receptorje PHK I, zaradi česar je v končni fazi zavrto delovanje naravne celice ubijalke.
Za uničevanje tujih celic naravne celice ubijalke izločajo perforine in grancime. Perforini so beljakovine, ki se vgradijo v celično membrano (plazmalemo) tuje celice in tvorijo pore. Skozi te pore nato vstopijo grancimi, serinske proteaze, ki inducirajo apoptozo, tj. programirano celično smrt, in tako varno uničijo celico.